# 馬修斯 (喬治亞州)
馬修斯（英語：Matthews）是位於美國喬治亞州傑佛遜縣的一個人口普查指定地區。

## 地理
馬修斯的座標為33°12′40″N 82°18′27″W / 33.21111°N 82.30750°W，而該地最高點為海拔高度120米（即390英尺）。

## 人口
根據2010年美國人口普查的數據，馬修斯的面積為9.15平方千米，當中陸地面積為9.12平方千米，而水域面積為0.03平方千米。當地共有人口150人，而人口密度為每平方千米16人。